# Kazatxi (Lóssevo)
|  | Per a altres significats, vegeu «Kazatxi». |

Kazatxi - Казачий (rus) - és un khútor del krai de Krasnodar, a Rússia. Es troba a la vora dreta del riu Txelbas, davant de Rogatxov. És a 12 km al nord de Kropotkin i a 132 km al nord-est de Krasnodar.
Pertany al khútor de Lóssevo.